# Abromus abeillei
Abromus abeillei is een keversoort uit de familie knotshoutkevers (Bothrideridae). De wetenschappelijke naam van de soort werd in 1885 gepubliceerd door Marie Joseph Paul Belon.